# Profesorul Aronnax
Profesorul Pierre Aronnax este personajul principal al romanului Douăzeci de mii de leghe sub mări al lui Jules Verne. El este profesor la muzeul din Paris și are un asistent numit Conseil, care îi repetă aproape fiecare mișcare și îi vorbește la persoana a III-a.
Este invitat pe bordul navei „Abraham Lincoln”, în calitate de reprezentant al Franței; nava era condusă de comandantul Farragut și avea ca scop vânarea „monstrului” care tulbura oceanele.
La bord, cunoaște un vânător de balene numit Ned Land, care este canadian.
Într-o zi, pe când vânau „monstrul”, îl găsesc la suprafața apei, dar nu reușesc decât să îl zgârie cu harpoanele, iar acesta le scufundă barca. Profesorul, împreună cu Conseil, rămân naufragiați în mijlocul oceanului, cautând cu disperare o barcă de salvare sau o insulă în care să se odihnească. Dintr-o dată, un submarin iese la suprafață, iar aceștia se refugiază pe el. 